# 口町亮
口町 亮（くちまち りょう、1994年7月11日 - ）は、埼玉県川口市出身の陸上競技選手。専門は長距離走。川口市立川口高等学校、東洋大学法学部卒業。SUBARU陸上競技部所属。

## 経歴
高校時代は強豪校ではなかったものの、全国大会で活躍した。東洋大学では法学部第2部法律学科（夜間）に在学していた。

### 大学時代
2年次の出雲駅伝で2区にエントリーされたが、台風により大会中止。大学駅伝初出場は3年次の出雲駅伝4区となった。同大会では区間記録にあと3秒と迫るタイムで区間賞を獲得した。全日本大学駅伝では3区を担当。先頭でタスキを受けると2位以下を寄せ付けない走りで、区間記録にあと3秒と迫るタイムで区間賞を獲得。1区から3区間連続の区間賞で流れに乗った東洋大学は全日本大学駅伝初優勝を達成、大会MVPに輝いた。第92回箱根駅伝では6区区間4位。
4年次は5月の第95回関東インカレ5000m3位、10000m7位とともに入賞。しかしその後は故障により出雲駅伝・全日本大学駅伝を欠場した。第93回箱根駅伝では3区区間3位の好走で8位から4位に順位を押し上げた。

### 実業団時代
SUBARU陸上競技部でも主力として活躍。ニューイヤー駅伝では入社初年度から3年連続で難コースと呼ばれる5区を担当し、安定した成績を残している。チームが優勝争いを展開した2022年の第66回大会では最終7区を担当し、区間3位の好走でチームを過去最高の2位に導いた。

## 人物
- 長い手足を大きく動かす動物的な走りが印象的で、「口町ロケット」と称される[4]。
- 大学入学まで箱根駅伝をしっかりと見たことがなかった。理由は「長いので」[5]。
- 好きな女性有名人に声優の渡部優衣を挙げており、渡部がパーソナリティを務める超!A&G+『れい&ゆいの文化放送ホームランラジオ!』のヘビーリスナーである。ラジオ側も口町のことを認知しており、箱根駅伝出場時に番組公式Twitterが口町にエールを送っている[6]。
- ニックネームはONちゃん(おんちゃん)。

## 戦績・記録

### 主な戦績
| 年   | 大会                                       | 種目           | 順位     | 記録          | 備考           |
| ---- | ------------------------------------------ | -------------- | -------- | ------------- | -------------- |
| 2012 | 第28回日本ジュニア陸上競技選手権大会       | 10000m         | 5位      | 30分23秒92    |                |
| 2012 | 第65回全国高等学校総合体育大会陸上競技大会 | 3000mSC予選2組 | 8位      | 9分26秒43     | 決勝進出ならず |
| 2012 | 第65回全国高等学校総合体育大会陸上競技大会 | 5000m予選3組   | 10位     | 14分50秒92    | 決勝進出ならず |
| 2013 | 第18回全国都道府県対抗駅伝競走大会         | 1区(7.0km)     | 区間17位 | 20分30秒      | 埼玉県4位      |
| 2015 | 青梅マラソン                               | 30キロ         | 12位     | 1時間38分14秒 |                |
| 2015 | ホクレン・ディスタンスチャレンジ北見       | 5000m          | C組優勝  | 13分58秒16    |                |
| 2015 | 上尾シティハーフマラソン                   | ハーフマラソン | 10位     | 1時間03分29秒 |                |
| 2016 | 熊日30キロロードレース                     | 30キロ         | 7位      | 1時間33分40秒 |                |
| 2016 | 世田谷記録会                               | 5000m          | 14組3位  | 13分58秒67    |                |
| 2016 | 平国大記録会                               | 10000m         | 全体2位  | 28分42秒36    | 自己ベスト     |
| 2016 | 関東インカレ                               | 5000m          | 3位      | 13分54秒90    | 自己ベスト     |
| 2018 | 青梅マラソン                               | 30km           | 5位      | 1時間33分37秒 | 自己ベスト     |
| 2018 | 新潟ハーフマラソン                         | ハーフマラソン | 43位     | 1時間07分21秒 |                |
| 2018 | 長野マラソン                               | マラソン       | 5位      | 2時間18分26秒 |                |
| 2018 | 仙台国際ハーフマラソン                     | ハーフマラソン | 16位     | 1時間04分38秒 |                |
| 2018 | ゴールドコーストマラソン                   | マラソン       | 10位     | 2時間15分15秒 |                |
| 2018 | 東日本実業団対抗駅伝競走大会               | 2区            | 区間2位  | 44分15秒      |                |
| 2019 | 大阪ハーフマラソン                         | ハーフマラソン | 13位     | 1時間03分24秒 | 自己ベスト     |
| 2019 | 青梅マラソン                               | 30km           | 4位      | 1時間33分47秒 |                |
| 2019 | 東京マラソン                               | マラソン       | 12位     | 2時間13分30秒 | 自己ベスト     |

### 大学駅伝戦績
| 学年             | 出雲駅伝                      | 全日本大学駅伝                     | 箱根駅伝                        |
| ---------------- | ----------------------------- | ---------------------------------- | ------------------------------- |
| 1年生 (2013年度) | 第25回 不出場                 | 第45回 不出場                      | 第90回 不出場                   |
| 2年生 (2014年度) | 第26回 2区エントリー 大会中止 | 第46回 不出場                      | 第91回 不出場                   |
| 3年生 (2015年度) | 第27回 4区-区間賞 17分49秒    | 第47回 3区-区間賞 26分58秒 大会MVP | 第92回 6区-区間4位 59分41秒     |
| 4年生 (2016年度) | 第28回 不出場                 | 第48回 不出場                      | 第93回 3区-区間3位 1時間3分41秒 |

### 自己ベスト
| 種目           | 記録          | 年             | 大会                                     | 備考 |
| -------------- | ------------- | -------------- | ---------------------------------------- | ---- |
| 1500m          | 3分55秒21     | 2017年5月20日  | 東日本実業団陸上競技選手権大会           |      |
| 5000m          | 13分54秒90    | 2016年5月22日  | 関東インカレ                             |      |
| 10000m         | 28分41秒75    | 2021年11月27日 | 八王子ロングディスタンス                 |      |
| ハーフマラソン | 1時間01分46秒 | 2022年1月30日  | 大阪ハーフマラソン                       |      |
| 30km           | 1時間33分37秒 | 2018年2月18日  | 青梅マラソン                             |      |
| マラソン       | 2時間12分54秒 | 2022年2月27日  | 大阪マラソン・びわ湖毎日マラソン統合大会 |      |